# 세부아노어 위키백과
세부아노어 위키백과는 세부아노어로 운영되는 위키백과 언어판이며, 2005년 6월에 시작되었다. 6,116,190개의 문서 중 대부분의 문서가 스베르케르 요한손이 제작한 자동 위키백과 문서 작성 봇 Lsjbot으로 문서가 단시간 다량 증가하였고 결국은 언어별 위키백과 중 영어 위키백과 다음으로 거대한 위키백과가 되었다. Lsjbot으로 문서가 다량으로 증가하였기 때문에 활성 사용자는 154명뿐이다. 필리핀에서 가장 큰 위키이며, 기호는 ceb이다.

## 언어
세부아노어는 필리핀 지역에서 약 2천만명이 사용하는 필리핀에서 두번째로 많이 사용하는 언어이다. 세부아노어 위키백과는 세부아노어로 된 유일한 백과사전이라고 주장한다.

## Lsjbot의 영향
원래 세부아노어 위키백과는 2005년 6월에 시작한 이후 2006년에 2,400여개의 문서만 작성될 정도로 적은 문서밖에 존재하지 않았고, 2007년에도 여러 봇으로도 문서가 1만개까지 밖에 증가하지 않았다. 이후에도 2012년까지 3만여개의 문서로 적은 문서 수를 기록했다.
그러나 2012년 12월, 스베르케르 요한손이 제작한 자동 위키백과 문서 작성 봇 Lsjbot이 문서를 다량으로 작성하였고, 문서 수는 급격히 증가하여 2013년 12월에 문서 수는 3월의 9배가 증가하였고, 2015년까지 25,000여개의 문서가 작성되었고, 세부아노 위키백과의 99%의 문서가 Lsjbot에 의해 작성되었다.
2014년 7월 16일 새벽 100만개의 문서가 작성되어 12번째로 큰 위키백과가 되었고, 후 1년 반만에 스페인어 위키백과, 이탈리아어 위키백과, 러시아어 위키백과, 프랑스어 위키백과, 네덜란드어 위키백과 및 독일어 위키백과까지 문서 수를 추월하였으며, 영어 위키백과 다음으로 2번째로 큰 위키백과가 되었다.
그러나 세부아노어 위키백과는 필리핀에서 널리 사용되지 않은 것으로 보인다. 위키백과 접속 수를 보면 2021년 3월 필리핀의 위키백과의 조회수의 90%가 영어 위키백과, 5%는 타갈로그어 위키백과, 3%는 러시아어 위키백과로 이동하였다. 세부아노어 위키백과의 조회수는 중화인민공화국 및 중화민국에서 30%가량 접속하고, 22%가 미국에서, 필리핀에서는 단 11%만 접속하였다. 프랑스에서도 10%가량 접속하였고 널리 쓰이지 않는 것으로 보인다.
2015년 7월 위키데이터에 따르면 세부아노어 위키백과의 콘텐츠 분석에 따르면 당시 121만개의 문서중 95.8%가 생물과 생물 종이고 3.3%가 도시와 공동체와 관련된 문서였다.
- [4]

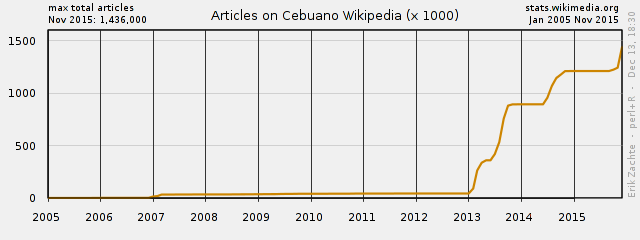
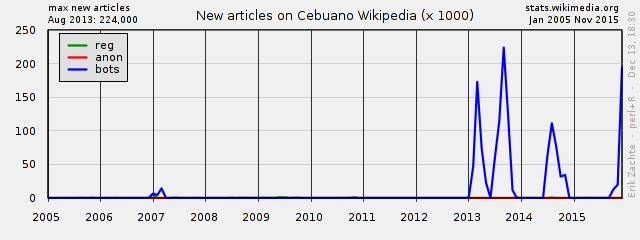
사용자 그룹 별 새 기사, 파란색 봇.
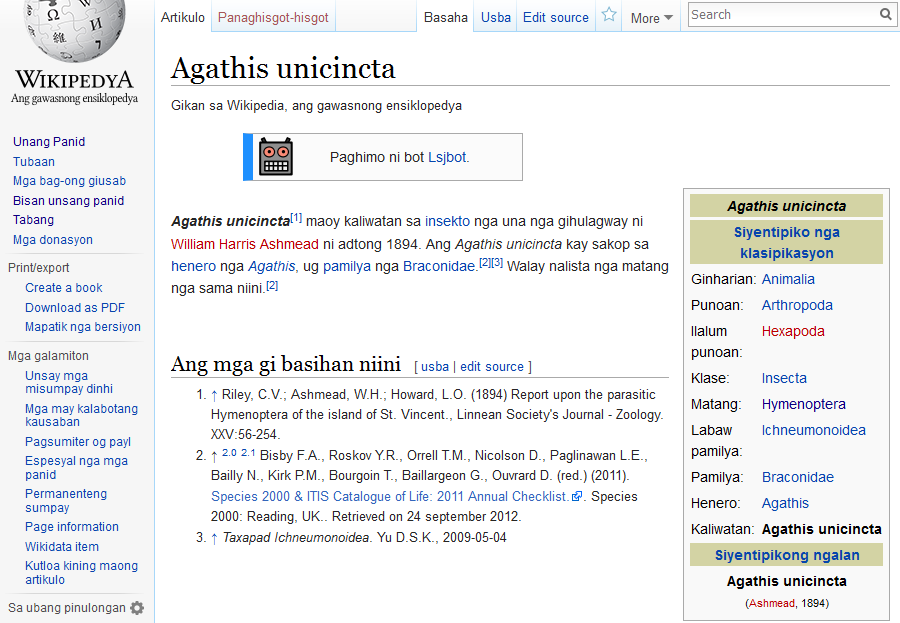
Agathis unicincta에 대한 Lsjbot의 일반적인 자동화 기사.

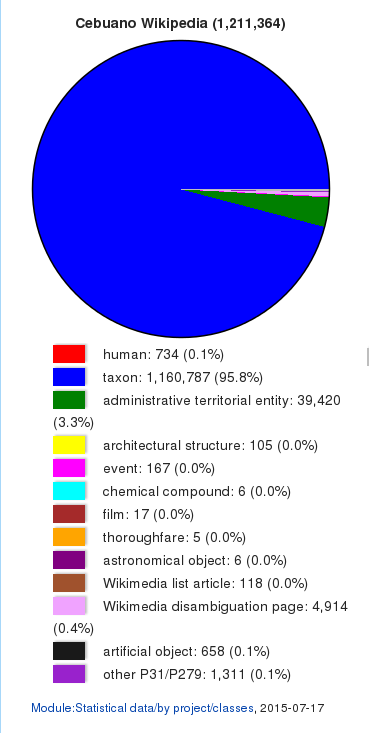
Article content in the Cebuano-language Wikipedia (July 2015, 1,211,364 articles):
95.8% (1,160,787) Taxonomy/living things;
3.3% (39,420) cities and communities.